# 구아노 제도법
구아노 제도법(Guano Islands Act)은 1856년 8월 18일 연방 의회에서 통과된 미국의 연방법이다. 미국 시민은 구아노가 매장된 섬을 영유할 수 있다는 것이다. 점령되지 않고, 한편 외국 정부의 관리 하에 있지 않으면 섬이 어디에 있어도 좋다. 이 권익 보호를 위해 미국 대통령에게 군을 이용할 수 있는 권한을 부여했고, 미국의 사법을 확립할 수 있도록 하였다.
어떤 섬, 바위, 산호초이건 구아노 매장지를 미국 시민이 발견했을 때는 다른 나라 정부의 법적 통제 하가 아니라 다른 나라 정부의 시민에 점령되지 않고 평화롭게 점유하고 그 섬의 바위, 산호초를 점령했을 때는 언제든지 미국 대통령의 재량에 따라 미국이 소유했다고 판단한다— 구아노 제도법 제 1절

이 법률은 지금도 유효하다.

## 배경
1840년대, 구아노는 농업용 비료와 화약의 원료가 되는 질산의 원료로 중용되고 있었다. 1855년, 미국은 구아노가 대량으로 퇴적된 섬들이 태평양에 있는 것을 알게 되었다. 이 구아노 채취를 유리하게 하기 위해 《구아노 제도법》이 의회를 통과했다.
이 법은 미국이 섬을 점령하고, 구아노가 고갈된 후 점유를 계속할 필요가 없다는 것이었다. 그러나 쓸모가 없어진 후 영토 처리를 어떻게 할 지는 정해지지 않았다. 당시의 이해로는 국제법에 무주지(terra nullius)로 돌아가는 것이었다.
이것이 미국의 도서 지역의 영토에 대한 사고방식의 출발점이 되었다. 그 때까지 미국이 획득한 영토는 즉시 미국과 일체불가분의 일부가 되어 조약 등에 따라 변화가 없는 한 정식 국가가 되는 기회를 기다리는 것이 통례였지만, 도서 지역은 국가에 의도가 처음부터 없어도 정부가 보유할 수 있다는 것이었다.
이렇게 100개가 넘는 섬의 영유를 선언했지만, 지금도 미국의 통제 하에 놓여있는 섬은 베이커 섬, 쟈비스 섬, 하울 랜드 섬, 킹맨 섬, 존스턴 섬, 팔미라 섬 그리고 미드웨이 환초이다. 나머지는 전부 자원 고갈 후에 포기되었다. 나밧사 섬은 현재 아이티와 미국 2개국이 그 영유를 주장하고 있다. 세라냐 뱅크와 바호 누에보 뱅크는 더욱 복잡하게 얽혀있어, 미국을 포함한 3개국이 영유권을 주장하고 있다. 1971년, 미국은 온두라스와 조약을 맺고 스완 제도가 온두라스의 영토임을 확인했다.

## 같이 보기
- 미국령 군소 제도